# Terre étrangère (film)
Pour les articles homonymes, voir Terre étrangère.
Terre étrangère (Das weite Land) est un film franco-ouest-germano-autrichien réalisé par Luc Bondy et sorti en 1987.

## Synopsis
Dans une villa près de Vienne en Autriche, les liaisons dangereuses entre un couple d'intellectuels et leurs amis.

## Fiche technique
- Titre allemand : Das weite Land
- Réalisation : Luc Bondy
- Scénario : Meir Dohnal, Luc Bondy, Botho Strauß d'après une pièce d'Arthur Schnitzler
- Dialogues : Michel Butel
- Musique : Heinz Leonhardsberger
- Image : Thomas Mauch
- Pays de production :  Autriche -  France -  Allemagne de l'Ouest
- Montage : Ingrid Koller
- Dates de sortie :
  - 13 août 1987 : Allemagne
  - 3 avril 1989 : France (télévision)

## Distribution
- Michel Piccoli : Friedrich Hofreiter
- Bulle Ogier : Génia
- Wolfgang Hübsch : Mauer
- Barbara Rebeschini : Erna
- Milena Vukotic : Madame Wahl
- Dominique Blanc : Adèle Natter
- Jutta Lampe : Madame Meinhold
- Alain Cuny : Aigner - le père d'Otto
- Gabriel Barylli : Otto
- Fritz Hammel : Stanzides

## Distinctions
- Meilleur acteur pour Michel Piccoli aux German Film Awards 1988
- Meilleure production aux German Film Awards 1988[1]
- Sélection Un certain regard au Festival de Cannes 1987